# 4263 Abashiri
4263 Abashiri (1989 RL2) là một tiểu hành tinh vành đai chính được phát hiện ngày 7 tháng 9 năm 1989 bởi Masayuki Yanai và Kazuro Watanabe ở Đài thiên văn Kitami.